# Ilse Schunke

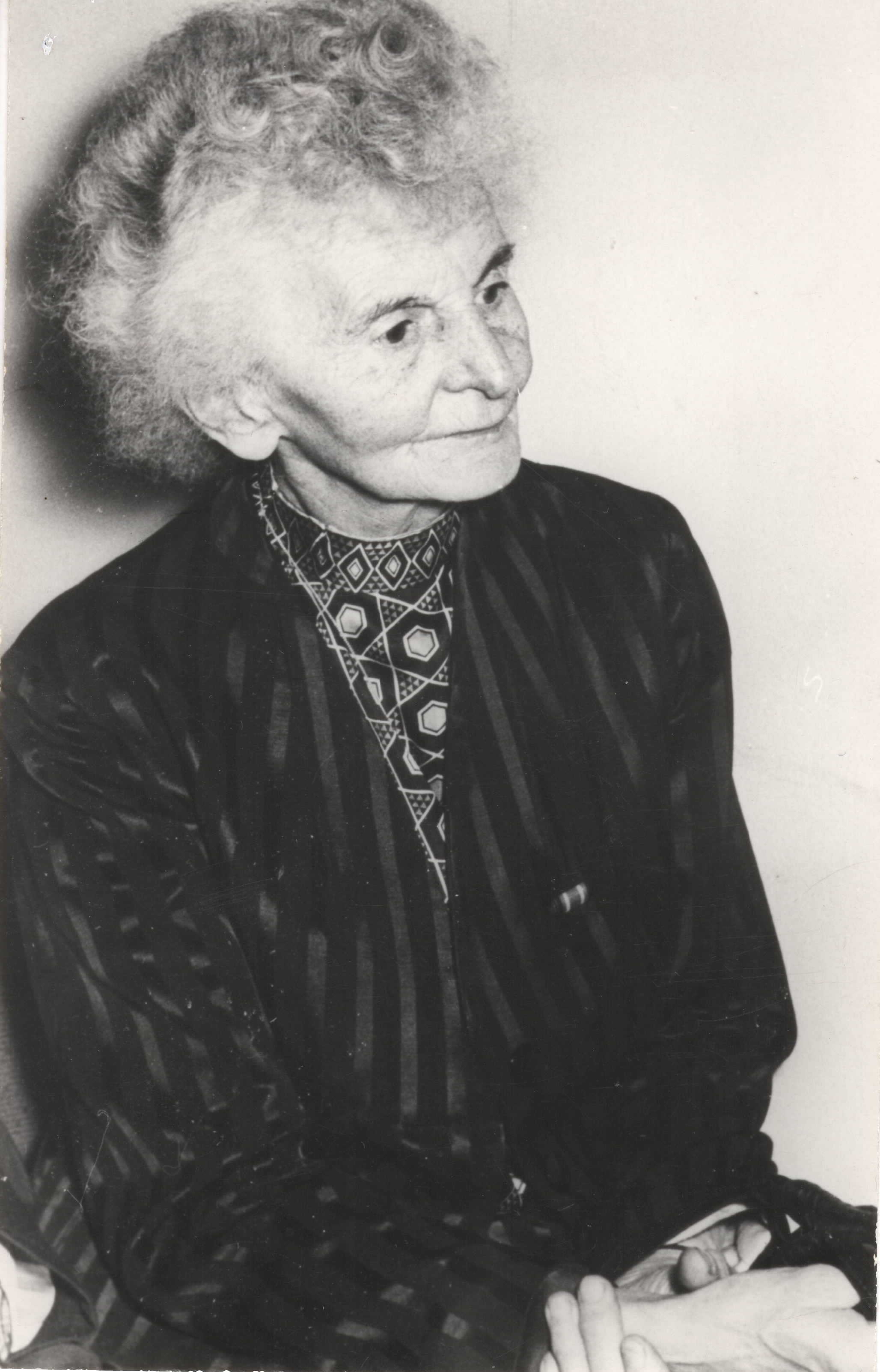
Ilse Schunke

Ilse Gertrud Schunke (* 30. Dezember 1892 in Dresden; † 1. Dezember 1979 ebenda) war eine deutsche Einbandforscherin.

## Leben und Werk
Von 1899 bis 1908 erhielt Ilse Schunke Unterricht an der Höheren Töchterschule in Blasewitz bei Dresden und an der Elisabethenschule in Dresden. Im Jahr 1908 bestand sie die Reifeprüfung an der Dreikönigsschule in Dresden-Neustadt. Sie studierte von 1912 bis 1914 Geschichte, Kunstgeschichte und Literatur in Freiburg im Breisgau, München, Kiel und Leipzig. Von 1913 bis 1920 besuchte sie die Universität München und schrieb ihre Dissertation im Fach Geschichte bei Erich Marcks zum Thema Beiträge zur Politik des Kurfürsten Christian I. von Sachsen 1586–1591.
Im Jahr 1916 arbeitete Schunke am Hauptstaatsarchiv Dresden und war von 1921 bis 1923 Volontärin an der Sächsischen Landesbibliothek Dresden. Im Jahr 1922 legte sie in Leipzig die Staatsprüfung für das höhere Lehramt ab.
Schunke wurde 1923 wissenschaftliche Hilfsarbeiterin an der Sächsischen Landesbibliothek. Hier begann die Zusammenarbeit mit Konrad Haebler und damit auch die Beschäftigung mit der Einbandforschung. Im Jahr 1928 unternahm sie eine einbandkundliche Studienreise durch Süddeutschland. Zusammen mit Konrad Haebler veröffentlichte sie ihre erste bedeutende Publikation: Rollen- und Plattenstempel des XVI. Jahrhunderts.

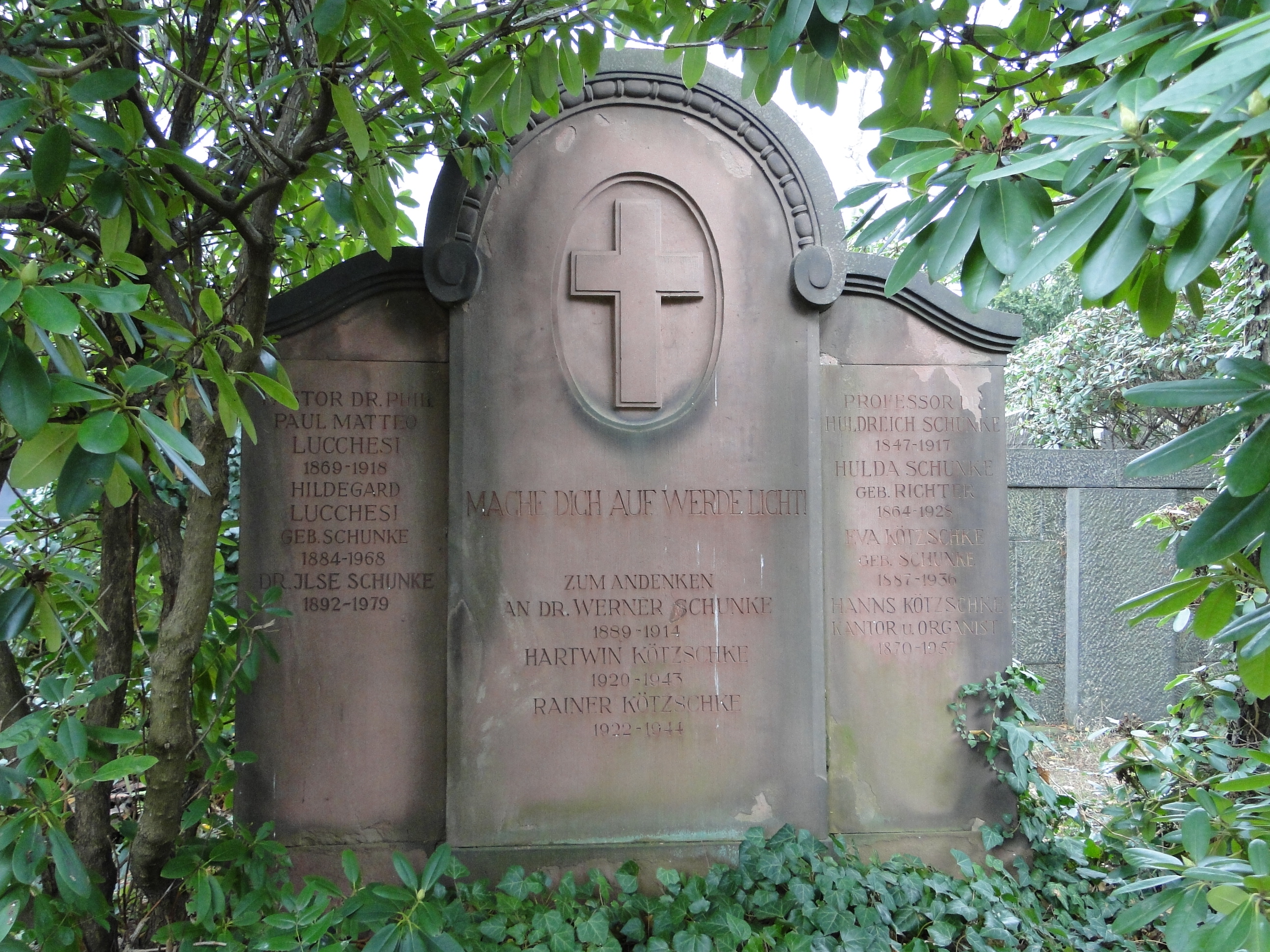
Ilse Schunkes Grab auf dem Dresdner Johannisfriedhof

Ab 1929 war sie stellvertretende Direktorin an der Staats- und Universitätsbibliothek Bremen. Sie wurde 1937 wegen des Einsatzes für jüdische Leser vom Dienst suspendiert. Im Jahr 1945 arbeitete sie bei Rückführung der nach Schloss Weesenstein ausgelagerten Zimelien der Sächsischen Landesbibliothek mit.
Von 1938 bis 1961 wirkte sie freischaffend in Dresden mit 130 einbandkundlichen Veröffentlichungen sowie Studienaufenthalten in Venedig, Padua, Bologna, Florenz, Neapel, London, den Niederlanden, Dänemark, Graz, Budapest, Prag, Wien und Rom. Im Jahr 1949 wurde ihre Wiederaufnahme einer Anstellung an der Sächsischen Landesbibliothek aus gesundheitlichen Gründen abgelehnt. Von 1962 bis 1978 katalogisierte sie als freiberufliche Mitarbeiterin wertvolle Bucheinbände der Deutschen Staatsbibliothek zu Berlin (DSB). Von 1965 bis 1970 leitete sie Kurse zur Einbandkunde in Berlin, Gotha und Dresden. Sie erhielt 1969 einen Restaurierungskurs in Ascona zusammen mit dem Bucheinbandgestalter Willy Thamm. 1969 folgte ein Studienaufenthalt in Zürich.
Kurz vor ihrem Tod 1979 wurden die Ergebnisse ihrer Forschungen über die Sammlung des Einbandforschers Paul Schwenkes publiziert: Die Schwenke-Sammlung gotischer Stempel- und Einbanddurchreibungen: nach Motiven geordnet und nach Werkstätten bestimmt und beschrieben. Schunke verstarb 1979 in Dresden und wurde auf dem Johannesfriedhof beigesetzt. Sie war eine Enkeltochter des Optik-Unternehmers Oscar Richter.
Ilse Schunke war eine der bedeutendsten Einbandforscherinnen Deutschlands. Ihre Sammlung von Einbanddurchreibungen wird systematisch in der Einbanddatenbank erschlossen und im Internet zur Verfügung gestellt.

## Schriften
- Beitraege zur Politik des Kurfürsten Christian I. v. Sachsen 1586–1591 vornehmlich in den Jahren 1586/89. 1922. Maschinenschrift, Auszug nicht gedruckt. München, Phil. Diss. vom 20. Juli 1920 [1922].
- Konrad Haebler:  Rollen- und Plattenstempel des XVI. Jahrhunderts. Unter Mitwirkung von Ilse Schunke. Bd. 1.2. Leipzig 1928–29 (Sammlung bibliothekswissenschaftlicher Arbeiten; 41).
- Krause-Studien. Harrassowitz, Leipzig 1932. (Zentralblatt für Bibliothekswesen, Beiheft 65)
- Leben und Werk Jakob Krauses. Insel-Verlag, Leipzig 1943.
- Studien zum Bilderschmuck der deutschen Renaissance-Einbände. Wiesbaden 1959 (BBBW; 8).
- Die Einbände der Palatina in der Vatikanischen Bibliothek. Bd. 1.2. Città del Vaticano 1962 (Studi e testi; 216–218).
- Einführung in die Einbandbestimmung. Leipzig 1974 (Studienblätter für Einbandtechnik und Gestaltung; 5).
- Die Schwenke-Sammlung gotischer Stempel- und Einbanddurchreibungen: nach Motiven geordnet und nach Werkstätten bestimmt und beschrieben. Berlin 1979–1996 [Teil 2: fortgeführt von Konrad von Rabenau]